# Светловодск
Светловодск е град в Кировоградска област, Украйна. Населението му е 46 926 душии (2012).
Намира се на десния бряг на река Днепър. Има пристанище.

## История
Миналото и настоящето му са свързани със строителството и експлоатацията на Кременчугското водохранилище и Кременчугската ВЕЦ. Основан е през 1954 г. като работническо селище за строителите. В него е заселена значителна част от населението от забетия от язовира град Новогеоргиевск.
Получава статут на град при завършването на тези обекти през 1961 г. Първоначално е наименуван Хрушчов в чест на Никита Хрушчов, действащия първи секретар на ЦК на КПСС. Той обаче изисква това решение да се отмени, позовавайки се на указ на Президиума на Върховния съвет на СССР от 11.09.1957 г., с който е забранено градове да се наименуват на хора приживе. В крайна сметка през 1962 година градът получава името Кремгес (Кремгэс) - съкращение от Кременчугска ВЕЦ (Кременчугская ГЭС). Носи името Светловодск от 1969 г.